# Guillermo Vidal
Guillermo de Jesús Vidal Ortiz (Las Tunas, 10 de febrero de 1952 - Las Tunas, 15 de mayo de 2004). considerado un renovador de la narrativa cubana de los 80 del siglo XX. Obtuvo los más importantes galardones literarios que se conceden en Cuba, entre ellos el Premio UNEAC de cuento en 1990 por Confabulación de la araña y el Premio Alejo Carpentier de Novela en 2003 por La saga del perseguido. Su novela Las manzanas del paraíso alcanzó el Premio Internacional Casa Teatro de República Dominicana en 1998. 

## Datos biográficos
Nació el 10 de febrero de 1952 en la ciudad de Las Tunas, hijo mayor de Alcides Vidal y Zoila Ortiz, seguido en edad por sus hermanos Alcides y Marilín. Por circunstancias familiares, fue a vivir con sus tíos paternos, y su tía Lilandia Vidal se encargó directamente de su crianza.
Matriculó en un curso emergente para profesores de la especialidad Español y Literatura en el Instituto Superior Pedagógico de Holguín. Al finalizar este resultó uno de los mejores expedientes. Comienza así su vida laboral como profesor en la secundaria básica Cucalambé (1970). 
En 1971 contrajo matrimonio con Juana María Chacón, unión de la que nacieron dos hijos, América y Aliar. En 1973 se muda al central Frank País, de Cayo Mambí, Holguín, donde vivió siete años. Allí trabaja como profesor de una secundaria básica y en un preuniversitario de Sagua de Tánamo. 
Matricula la Licenciatura en Español y Literatura en el Instituto Superior Pedagógico de Santiago de Cuba y se gradúa en 1979. Ese mismo año regresa a Las Tunas y comienza a trabajar como profesor de Literatura Latinoamericana y del Caribe, en la entonces Filial Pedagógica. 
En 1978 da a conocer su primer cuento, “Otro canto de gallo”, en el boletín literario Dos Ríos de Jiguaní, Granma. 
En 1980 se incorporó a la vida activa en los talleres literarios como miembro del Taller Literario Provincial y responsable de la Sección de Literatura de la Brigada Hermanos Saiz. Por esos años conocería al importante narrador santiaguero José Soler Puig, quien le ayudaría mucho, y le enseñaría a pulir los textos y a tener una disciplina de trabajo. 
En 1989 se unió en segundas nupcias a Solángel Uña, con quien tuvo en 1999 un hijo varón que lleva su nombre.
A partir de 1992 comienza a trabajar en el sector de la cultura y desempeña diferentes funciones en el Centro de Información Provincial y en la Dirección Provincial de Cultura. Impartió cursos de postgrado y entrenamiento sobre narratología, narrativa cubana e hispanoamericana. Ofreció conferencias en diversas partes del país. Formó parte de jurados en concursos nacionales.
Viajó a varios países como miembro de la delegación de escritores cubanos con un trabajo sobre narratología y asistió a la Feria Internacional del Libro de Guadalajara en 2002. 
Murió el 15 de mayo de 2004. En 2011 se creó en Las Tunas la Cátedra Honorífica Guillermo Vidal con el objetivo de promover el estudio y difusión de su obra.

## Actividad creadora
Fue un autor prolijo, que publicó cuentos y novelas casi sin interrupción en el período comprendido entre 1981 y 2004. Con carácter póstumo aparecieron sus últimos tres libros.

### El Cuento (1981- 1990)
Hace su debut en la cuentística nacional en 1981, con la pieza “Otro canto de gallo”, que obtuvo el Premio de Cuento “Raúl Gómez García”. A él seguirá “Se permuta esta casa”, relato con el que alcanza el premio en la Primera Bienal “Marcos Antilla” en 1984. Es un cuento que resume las características esenciales de su estilo y no faltará en las antologías futuras. 
Su primer libro de cuentos es Los iniciados, cuaderno que obtiene en 1985 el Premio de Cuento del Concurso 13 de marzo. Un miembro del jurado, el profesor Rogelio Rodríguez Coronel, en el prólogo, concluye con un vaticinio que Vidal cumplirá: Estos cuentos, iniciados en las manera de la vida y de la literatura, dan fe del talento de un nuevo escritor que ya se impone, con derecho propio, en el desarrollo de un género de gran prestigio en nuestro mundo literario.
Al año siguiente alcanza el Premio David para autores noveles con Se permuta esta casa, cuaderno conformado por nueve relatos y que abre con el cuento homónimo. 
Sobre el cuaderno premiado destacó el jurado entre sus méritos:
”… el acertado manejo de las técnicas narrativas contemporáneas en notable adecuación con los contenidos narrados. Imaginación, lenguaje eficaz y estructura narrativa que violentan los moldes tradicionales del género, se combinan en este libro que se inserta dentro de lo mejor de la más joven cuentística cubana y latinoamericana”.
Con tales reconocimientos y libros publicados, ocupa Vidal ya entonces un lugar sobresaliente en el panorama de las letras en la isla. Así lo destaca el profesor y crítico Salvador Redonet en “Cuentística cubana entre paréntesis (1983-1987)“.
Esta primera etapa creadora, dedicada totalmente al cuento, concluye cuatro años más tarde, cuando el cuaderno Confabulación de la araña, obtiene en 1990 el Premio de Cuento “Luis Felipe Rodríguez” de la UNEAC, uno de los premios más prestigiosos del país.
En este libro Vidal lleva aún más lejos la coloquialidad que ha caracterizado su obra, recurso que le permite apropiarse del ritmo de la vida contemporánea, de los giros lingüísticos del habla popular cubana.

### La novela y el cuento (1993-2004)
Su debut en la novela no pudo ser mejor. Lo hace con un texto recibido elogiosamente por la crítica. Matarile, escrita entre mayo y septiembre de 1991, es publicada en 1993 por la Editorial Letras Cubanas.
La novela resulta finalista del Premio de la Crítica de ese año y muchos aún se preguntan cómo fue posible que no se le adjudicara ese galardón. La nota de cubierta de la edición le hace justicia al señalar: “Por su contenido y audacia formal, Matarile se inserta entre las más sobresalientes novelas de la literatura cubana actual”.
Al año siguiente sale su segundo libros de cuentos, Los enemigos. Luego de él solo publicará otros dos cuaderno de narraciones cortas, Donde nadie nos vea (1999) y Las alcobas profundas(2004). Este último cuaderno obtuvo el Premio Rafael Soler de cuento en 2004 y fue publicado póstumamente.
Acerca de Las alcobas profundas escribió la destacada narradora y crítica Marilyn Bobes, integrante del jurado que le concedió el Premio:

“Desde el cuento homónimo que abre el libro, hasta “Perro enamorado”, que lo cierra, Las alcobas profundas es la memoria de un hombre que ejerció su vocación de escritor con la seriedad y la entrega de un misionero dejando tras de sí esa obra prolífica que seguramente hubiera tenido mucho más que entregar a quienes lo admirábamos y creíamos en él”.

### Esencialmente novelista.
Tras Matarile, su primera novela, Vidal se siente tan a gusto en la novela como en el cuento. En apenas nueve años, los comprendidos entre 1995 y el 2004 en que fallece, publica seis novelas: El quinto sol(1995), Las manzanas del paraíso (1998), Ella es tan sucia como sus ojos(2001), El amo de las tumbas (2001), Los cuervos (2002), y La saga del perseguido (2003). 
La saga del perseguido se alzó con el Premio Alejo Carpentier, el más importante que se entrega en el país, y fue como la culminación de una consagración.

Póstumamente son publicadas tres novelas: El mendigo bajo el ciprés (2004), Salsa Paradise(2008) y Las hijas de Sade (2011), esta última en coautoría con su coterránea María Liliana Celorrio.

## Valoración de un autor y su obra.
La crítica ponderó en Vidal su prosa incisiva y rigurosa, enfilada a abordar las interioridades de los seres humanos, muchas veces oscuras y contradictorias. Al conocer su muerte señaló el escritor Luis Manuel García que Guillermo fue un autor polémico e irreverente y que:

“… más que un estilista fue un explorador minucioso de la condición humana en obras como Los cuervos, El amo de las tumbas,  Confabulación de la araña, Las manzanas del paraíso, Ella es tan sucia como sus ojos, Matarile, posiblemente su más polémica novela, El quinto sol y La saga del perseguido (Premio Alejo Carpentier, 2003)”.

Así lo valoró también el escritor José M. Fernández Pequeño:

“Guillermo Vidal Ortiz había entrado al mentidero de la ficción bajo la guía de lecturas muy provechosas entre los autores hispanoamericanos del boom y sus posteriores. Había encontrado allí esmeril apropiado para afilar una capacidad innata de desdoblarse en personajes con una fuerza y una veracidad impresionantes, lo que le permitió construir en sus novelas y cuentos una funcional e innovadora relación autor-narradores-personajes. Que ha sido una operación provechosa, lo demuestran sus libros y la comunicación inmediata que establecen con los lectores. Una novela como Matarile, por ejemplo, es lo más cercano a un bestseller literario sin concesiones que hayamos tenido en Cuba”.

Quien fuera uno de sus mejores amigos, el narrador Alberto Garrido, escribió unos días después de su fallecimiento:

“Hoy que lo lloramos, que lo recordamos caminar entre vidrios y espinas, no puedo dejar de pensar que esta, su muerte, es su última y magistral broma. Mientras la literatura lamenta la pérdida del mejor escritor de una generación de extraordinarios escritores, mientras sus amigos y hermanos lo lloramos, Guillermo ha entrado en el gozo de la Gloria”.

## Confesiones de un narrador de fondo
Cuando fue entrevistado por la revista pinareña La Gaveta, de la Sección de Literatura de la Asociación Hermanos Saíz, en septiembre del 2001, declaró: 

“Hace mucho tiempo me he dicho que soy un escritor y por lo tanto escribiré lo que se me antoje, y eso nadie puede impedírmelo, quizás eso haga que mis libros se demoren o se censuren de muchas maneras, pero no voy a parar. He visto que cuando algunos se someten comienzan a perderse como escritores (...) La libertad del escritor está en las palabras, en sus convicciones acerca de algo, y si es de verdad un escritor, pondrá por encima de todo, o de casi todo, su trabajo”.

Entrevistado para el diario Granma por su coterráneo Pastor Batista Valdés, a propósito de la Feria Internacional del Libro 2003, opinó: 

“La literatura debe hacer pensar, debe polemizar; una de las misiones más importantes es decirle al hombre cómo es. Eso no lo inventé yo, eso es literatura, y me satisface saber que después de leer uno de mis libros hay espacio para la polémica, para la contra-lección, en igual o en mayor medida que para el elogio, que también lo agradezco...”.

También confesó en torno a su última novela La saga del perseguido: 

“He ido cambiando paulatinamente de registros, de tonos, ahora soy más reflexivo, cuidadoso, incluso desde el punto de vista de la lengua. Sí creo que hay algo que pueda impresionar al lector, es precisamente la saga del miedo que uno puede llevar dentro, porque es la historia de alguien que ha matado a un niño y se da a la fuga y cuida su vida miserable, que vale para él más que cualquier cosa. Esta novela puede ser considerada también como una metáfora del miedo”.

## El inesperado adiós.
Su muerte ocurrió el 15 de mayo de 2004. Aunque se conocía que enfrentaba un grave padecimiento de carácter respiratorio, tomó a todos por sorpresa. Su facilidad para hacer amigos, el respeto y admiración por su obra, lo repentino de su deceso, se unieron para fomentar el dolor. La prensa nacional publicó el 19 de mayo de 2004 una nota necrológica acompañada de una foto suya.

A su sepelio, en la ciudad de Las Tunas, efectuado el 20 de mayo, concurrieron escritores de varias provincias del país. En sus palabras de despedida de duelo expresó el poeta y narrador Edel Morales, entonces vicepresidente del Instituto Cubano del Libro:

“Nos deja libros necesarios (…) Hay en esos tomos obra suficiente para que volvamos sobre sus aportes, sobre ese estilo suyo tan particular e inconfundible. Escribía mucho, de manera que es probable nos haya dejado textos inéditos que amplíen su diapasón de sorpresas literarias.Nos deja también la experiencia de su vida, un modo de ser y de hacer presidido por el amor, una idea de la unidad en la diferencia expresada a su modo: “Si nos dividen, nos joden”. Desde esa altura adonde su alma se ha elevado, nos los recuerda otra vez aquí, ahora, nos lo recordará siempre”.

## El homenaje de un premio
Desde el 2006 el Comité Provincial de la UNEAC en Las Tunas y Ediciones UNION convocan un premio nacional de narrativa que lleva su nombre, y que alterna cada año los géneros de cuento y novela.
Es una convocatoria para cuadernos inéditos, que comprende un premio en metálico y la publicación del libro por Ediciones UNIÓN.
La premiación se efectúa en la ciudad de Las Tunas, en el mes de noviembre, dentro de un programa de actividades que le rinde homenaje. 
Escritores como Lourdes González, Lauro Vázquez, Carlos Zamora, Félix Sánchez y Joel James, han sido galardonados en este certamen.

## Reconocimientos
- Premio Nacional Raúl Gómez García, por “Otro canto del gallo”, cuento (1981). * Primer Premio de la Bienal Marcos Antilla, por “Se permuta esta casa”, cuento  (1985). * Premio Concurso 13 de Marzo, por Los Iniciados, cuento (1985). * Premio David, por Se permuta esta casa, cuento (1986). * Premio UNEAC, por Confabulación de la araña, cuento (1990). * Finalista del Premio de la Crítica, por Matarile, novela (1993). * Premio Especial “Hermanos Loynaz”, por El quinto sol, novela (1996). * Premio Internacional Casa Teatro de República Dominicana, por Las manzanas del paraíso, novela (1998). * Premio de Novela “Dulce María Loynaz”, por Los cuervos (2000).  * Premio Alejo Carpentier de novela por La saga del perseguido (2003). * Premio Oriente por Las alcobas profundas, cuento (2004).

## Libros publicados

### Cuento
- Los iniciados, Departamento de Extensión de la Universidad de La Habana, 1985
- Se permuta esta casa, Ediciones Unión, 1987 y 2002 Premio David
- Confabulación de la araña, Ediciones Unión, 1990
- Los enemigos, Editorial Letras Cubanas, 1994
- Donde nadie nos vea, Editorial Oriente, 1999
- Las alcobas profundas, Editorial Oriente, 2004.

### Novela
- Matarile, Editorial Letras Cubanas, 1993
- El quinto sol, Ediciones Loynaz, 1995
- Las manzanas del paraíso, República Dominicana, 1998; Puerto Rico, 2002
- Ella es tan sucia como sus ojos, Editorial Oriente, 2001
- El amo de las tumbas, Editorial Globo, España, 2002; Cuba, 2003
- Los cuervos, Cuba, 2002; España, 2004; Cuba, 2004
- La saga del perseguido, Editorial Letras Cubanas, 2003
- El mendigo bajo el ciprés, Editorial Oriente, 2004
- Salsa Paradise, Editorial Oriente, 2008
- Las hijas de Sade, en coautoría con María Liliana Celorrio, Editorial Letras Cubanas,  2011.

## Publicaciones en antologías
- “Las polluelas”, en De Cuba te cuento, Editorial Plaza Mayor, Colección Cultura Cubana, 2002, y en La isla fabulante. El cuento cubano en la Revolución (1959-2008), Editorial Letras Cubanas, 2008.